# Олин, Йохан
Йохан Фредрик Олин (фин. Johan Fredrik Olin; 30 июня 1883, Вихти, Нюландская губерния — 3 декабря 1928, Инrо, Уусимаа) — финский борец греко-римского стиля, призёр летних Олимпийских игр 1912 года.
Йохан Олин родился в 1883 году в Вихти (Великое княжество Финляндское). В 1912 году выступил на Олимпийских играх в Стокгольме, где завоевал серебряную медаль.
Во время Первой мировой войны Йохан Олин эмигрировал в США, где под именем «Джон Олин» (англ. John Olin) стал борцом-профессионалом. В конце 1916 года состоялась схватка между Олином и чемпионом мира Джо Стечером, в ходе которой Стечер повредил плечо и не смог продолжать поединок. В мае 1917 произошла схватка между Олином и другим чемпионом — Эбом Льюисом, в ходе которой травму получил уже Олин.
В 1922 году Йохан Олин вернулся в Финляндию.